# Una battaglia dopo l'altra
Una battaglia dopo l'altra (One Battle After Another) è un film del 2025 co-prodotto, scritto e diretto da Paul Thomas Anderson, che ne cura anche la fotografia.
È un libero adattamento, in chiave contemporanea, del romanzo di Thomas Pynchon Vineland (1990). Si tratta della seconda pellicola di Anderson tratta da un'opera di Pynchon, dopo Vizio di forma del 2014.

## Trama
L'ex rivoluzionario e attivista per i diritti civili Bob Ferguson vive un'esistenza pacifica con la compagna afroamericana Perfidia. I due hanno una bambina, Wilma. Quando il colonnello Steven J. Lockjaw, loro vecchia conoscenza, torna in scena a capo di un gruppo di supremazia bianca, Bob raduna i suoi vecchi amici del gruppo liberale French 75 per dargli battaglia. Anche perché Lockjaw non tollera che esistano figli nati da unioni interrazziali, e quindi Wilma è in pericolo.

## Produzione

### Sviluppo
Originariamente Joaquin Phoenix e Viggo Mortensen avrebbero dovuto interpretare i ruoli poi andati a DiCaprio e Penn. DiCaprio ha percepito un salario di 20 milioni di dollari per la sua partecipazione, servita a convincere la Warner a dare semaforo verde al progetto nonostante il budget notevole, tra i 115 e i 140 milioni di dollari, il più alto di tutta la carriera di Anderson.

### Riprese
Le riprese sono cominciate il 22 gennaio 2024, tenendosi per undici giorni per la contea di Humboldt (California) sotto il titolo provvisorio di BC Project, tra cui nelle città di Arcata, Cutten, Eureka, e Trinidad. Il 3 febbraio si sono spostate a Sacramento, dando adito ad alcune polemiche quando un accampamento di senzatetto è stato sgomberato per lo svolgimento delle riprese. Nel mese di giugno sono state effettuate altre riprese ad El Paso (Texas). Il direttore della fotografia Michael Bauman, alla sua terza collaborazione col regista, ha girato il film in Super 35mm e VistaVision.
Il film era inizialmente titolato The Battle of Baktan Cross.

## Colonna sonora
La colonna sonora è stata composta da Jonny Greenwood, alla sua sesta collaborazione col regista.

## Promozione
Il teaser trailer del film è stato diffuso online il 20 marzo 2025, seguito dal trailer ufficiale una settimana dopo. Un secondo spot è arrivato in rete il luglio successivo.

## Distribuzione
Il film sarà distribuito nelle sale cinematografiche statunitensi dalla Warner Bros. Pictures a partire dal 26 settembre 2025, e in quelle italiane dal 25 settembre. Sarà il primo di Anderson ad essere distribuito in IMAX. La data d'uscita era precedentemente fissata all'8 agosto 2025.

## Accoglienza

### Incassi
Secondo Variety, il film dovrà incassare almeno 300 milioni di dollari per recuperare i propri costi di produzione.